# 衆堂ジョオ
衆堂ジョオ（しゅうどう ジョオ、男性）は、日本のシナリオライター、小説家。

## 概要
美少女ゲーム作品を主に手掛ける。

## 作品

### ゲーム作品
- ひとゆめ -Autumnal Equinox Story-（2007年、Starlink）
- 絶対プリンセスのワンマンバトラー（2007年、flap）
- るいは智を呼ぶ（2008年、暁WORKS）
- コミュ - 黒い竜と優しい王国 -（2009年、暁WORKS）
- るいは智を呼ぶファンディスク -明日のむこうに視える風-（2010年、暁WORKS）
- るいは智を呼ぶ -フルボイスエディション-（2010年、暁WORKS）
- ‘&’ - 空の向こうで咲きますように -（2012年、暁WORKS）
- ハロー・レディ!（2014年、暁WORKS）
- ハロー・レディ! -New Division-（2014年、暁WORKS）
- 廻るセカイで永遠なるチカイを!（2016年、Studio e.go!）
- 廻るセカイで永遠なるチカイを! -巡り来る春-（2017年、Studio e.go!）
- 真・恋姫†夢想 -革命- 孫呉の血脈（2018年、BaseSon）
- ガールズ・ブック・メイカー -幸せのリブレット-（2019年、ユメミル）
- 幽世ノ災厄ト現世ノ戦姫 ～さやか篇～（2020年、でぼの巣製作所）
- 幽世ノ災厄ト現世ノ戦姫 ～きりえ篇～（2021年、でぼの巣製作所）

### ノベライズ
- アイドル八犬伝〜南の島の太陽と星〜（2014年、桜ノ社ぶんこ）
- 魔界戦記ディスガイア（2014年、桜ノ社ぶんこ）
- 魔界戦記ディスガイア〜史上最凶の四面楚歌〜（2015年、桜ノ社ぶんこ）